# Чеботар Сергій Іванович
Сергій Іванович Чеботар (нар. 9 вересня 1952) — український політик. З 5 березня 2014 року по 13 травня 2015 року — заступник Міністра внутрішніх справ України — керівник апарату.

## Освіта
Освіта вища, у 1987 році закінчив Українську сільськогосподарську академію, у 2005 році — Академію праці і соціальних відносин Федерації професійних спілок України, отримав кваліфікацію економіста-організатора сільськогосподарського виробництва та юриста.
Кандидат економічних наук, професор. Має більше 30 наукових і методичних праць.

## Трудова діяльність
З 1987 по 1993 рік Сергій Чеботар працював на різних керівних посадах в органах виконавчої влади. У 1990-1993 рр. (по березень) очолював Гастрономторг (планово-адміністративний орган в системі торгівлі) Московського району міста Києва. 1991–1994 рр. — депутат Київської міськради та депутат Московської райради у м. Києві.
У 1993 році був відряджений до Посольства України в Республіці Польща, де працював на посадах радника з економічних питань, керівника торговельно-економічної місії у Посольстві України в Республіці Польща, тимчасово повіреного у справах України в Республіці Польща.
2000–2002 — радник Прем'єр-міністра України.
З 2001 року працював на керівних посадах в Адміністрації Президента України.
З 2007 року по березень 2010 р. — в Секретаріаті Кабінету Міністрів України (з 2008 року — на посаді заступника Міністра Кабінету Міністрів України — начальника управління з питань діяльності органів юстиції та правоохоронних органів).
На парламентських виборах 2012 року був № 125 у виборчому списку ВО «Батьківщина».
З 2013 до 2014 р. — помічник-консультант народного депутата України.

## Скандал з журналістами та звільнення
28 квітня на знімальну групу програми «Наші Гроші», яка здійснювала розслідування стосовно Чеботаря, було вчинено напад біля будинку доньки Чеботаря в селі Лісники Київської області. Нападники перекрили дорогу, залізли у автомобіль і викрали камеру та відереєстратор, завдавши оператору тілесних ушкоджень.
Вже за кілька годин Сергій Чеботар на офіційному сайті МВС оприлюднив заяву, що він не має будинку у селі Лісники Київської області. Проте журналісти «Наших грошей» з'ясували, що нападниками були зять Чеботря Олег Поліщук та його бізнес-партнер Сергій Гаврилко, а будинок належить саме дочці Чеботаря Оксані. У лютому 2016 року з’ясувалося, що донька Чеботаря збудувала свій будинок на території колишньої вікової діброви площею 9,8 га, яку вчена рада Національного університету біоресурсів і природокористування віддала під елітну котеджну забудову.
13 травня група народних депутатів, через скандал з Чеботарем, зареєструвала проект постанови про звільнення міністра МВС Арсена Авакова, а вже через кілька годин була оприлюднена заява Чеботаря про свою відставку.
18 травня депутат від БПП Ольга Червакова повідомила, що Обухівський райвідділ міліції порушив кримінальну справу за фактом «втручання в приватне життя» Варвари Чеботар, доньки Сергія Чеботаря. «Навіть за часів Януковича за викриття махінацій чиновників проти журналістів не порушували кримінальних справ», — зазначила Червакова на своїй сторінці у Фейсбук.

## Нагороди та звання
За вагомий внесок у розвиток українсько-польських економічних відносин нагороджений польським орденом «Кавалерський Хрест — За заслуги» (1999 р.) та Почесною грамотою Кабінету Міністрів України (2008 р.) за вагомий особистий внесок у розвиток української освіти і науки, багаторічну сумлінну працю, високий професіоналізм.
Почесний професор Національного університету біоресурсів і природокористування України.
Має ІІ ранг державного службовця.
Заслужений економіст України.

## Звинувачення у корупції
У листопаді 2014 року радник президента Петра Порошенка Микола Томенко заявив: «Практично в кожній області, де я зустрічаюсь з людьми, називається прізвище цієї людини, яка нібито забезпечує функціонування різноманітних корупційних схем» та пообіцяв направити відповідне звернення до Генеральної прокуратури.
31 жовтня 2017 року був затриманий у справі про «рюкзаки Авакова».